# فرآورده زیستی
فرآورده زیستی یا زیست‌محصول یا محصول زیستی (به انگلیسی Bioproduct)، ترکیبات شیمیایی و انرژی‌های به دست آمده از منابع زیستی تجدیدپذیر هستند-.